# Distrikt Santiago de Lucanamarca
Der Distrikt Santiago de Lucanamarca liegt in der Provinz Huanca Sancos in der Region Ayacucho in Südzentral-Peru. Der Distrikt wurde am 29. Januar 1965 gegründet. Er besitzt eine Fläche von 646 km². Beim Zensus 2017 wurden 2181 Einwohner gezählt. Im Jahr 1993 lag die Einwohnerzahl bei 2529, im Jahr 2007 bei 2675. Sitz der Distriktverwaltung ist die 3489 m hoch gelegene Ortschaft Santiago de Lucanamarca mit 544 Einwohnern (Stand 2017). Santiago de Lucanamarca liegt 9,5 km nordnordwestlich der Provinzhauptstadt Huanca Sancos.

## Geographische Lage
Der Distrikt Santiago de Lucanamarca liegt im Andenhochland im Nordwesten der Provinz Huanca Sancos. Das Areal wird nach Norden zum Río Pampas hin entwässert.
Der Distrikt Santiago de Lucanamarca grenzt im Süden an den Distrikt Sancos, im äußersten Westen an den Distrikt Pilpichaca (Provinz Huaytará), im Norden an die Distrikte Vilcanchos und Sarhua (beide in der Provinz Víctor Fajardo) sowie im äußersten Südosten an den Distrikt Carapo.

## Ortschaften
Neben dem Hauptort gibt es im Distrikt noch die größere Ortschaft San José de Huarcaya mit 538 Einwohnern.